# Rachiptera
Rachiptera este un gen de muște din familia Tephritidae.

Cladograma conform Catalogue of Life:
| Rachiptera | \| \| Rachiptera biarcuata \| \| \| \| \| \| Rachiptera limbata \| \| \| \| \| \| Rachiptera percnoptera \| \| \| \| \| \| Rachiptera virginalis \| \| \| \| |
|            | \| \| Rachiptera biarcuata \| \| \| \| \| \| Rachiptera limbata \| \| \| \| \| \| Rachiptera percnoptera \| \| \| \| \| \| Rachiptera virginalis \| \| \| \| |
|            | Rachiptera biarcuata |
|            | |
|            | Rachiptera limbata |
|            | |
|            | Rachiptera percnoptera |
|            | |
|            | Rachiptera virginalis |
|            | |